# Mercè Conesa i Pagès
Mercè Conesa i Pagès (Terrassa, 13 de setembre de 1968) és una advocada, política i empresària catalana. A partir de 2016 va ser la presidenta del Consell Nacional del Partit Demòcrata Europeu Català, partit que es va dissoldre el 2023.
És llicenciada en Dret per la Universitat Autònoma de Barcelona, alhora que disposa d'un màster en Dret i Gestió per la Universitat Pompeu Fabra i d'un altre en Lideratge i Innovació en Polítiques Públiques per ESADE.
Abans de dirigir el Port de Barcelona, va ser alcaldessa de Sant Cugat del Vallès (Vallès Occidental) des del 2010, en substitució de Lluís Recoder i Miralles, fins al 2018, quan va ser substituïda per Carmela Fortuny i Camarena. També fou presidenta de la Diputació de Barcelona des del 2015 fins al 2018.

## Vida política
El 28 de desembre del 2010, i amb els vots favorables de CiU, va rellevar a l'alcaldia Lluís Miquel Recoder i Miralles, que va renunciar-hi per assumir el càrrec de Conseller de Política Territorial i Sostenibilitat en el govern que liderava Artur Mas.
El 15 de juliol de 2015 va ser elegida presidenta de la Diputació de Barcelona, d'on ja havia estat vicepresidenta de 2011 a 2015. En acceptar el càrrec va abandonar el de portaveu de CDC. El 25 de juny del 2018 va renunciar al càrrec de presidenta de la Diputació de Barcelona. El 13 de juliol de 2016 va anunciar la seva candidatura a presidir el Consell Nacional del Partit Demòcrata, que efectivament va obtenir després de guanyar Santi Vila en les eleccions primàries del 24 de juliol.
El 6 de juny de 2018, el conseller de Territori i Sostenibilitat, Damià Calvet, anuncia el nomenament de Mercè Conesa com a presidenta del Port de Barcelona en substitució de Sixte Cambra. El 7 de juny de 2018, va deixar l'alcaldia de Sant Cugat del Vallès, essent rellevada per Carmela Fortuny.
El 29 de juny de 2021 va deixar la presidència del Port de Barcelona, essent substituïda per Damià Calvet. El setembre de 2021 passà a ser la directora de l'Incasòl substituint a Albert Civit
El 2025, va ser reconeguda per la revista Forbes com una de les 100 dones catalanes més influents de l'any.